# Ольшавце
Ольшавце (словац. Oľšavce) — село и одноимённая община в районе Бардеёв Прешовского края Словакии. В письменных источниках начинает упоминаться с 1383 года.

## География
Село расположено в центральной части края, в долине реки Чермошины, при автодороге 3500. Абсолютная высота — 237 метров над уровнем моря. Площадь муниципалитета составляет 5,06 км².

## Население
| Год:                | 1994 | 2004    | 2014    | 2024     |
| ------------------- | ---- | ------- | ------- | -------- |
| Количество человек: | 171  | 166     | 181     | 159      |
| Разница:            |      | −2,92 % | +9,03 % | −12,15 % |

По данным последней официальной переписи 2011 года, численность населения Ольшавце составляла 181 человек.